# Le Temple-de-Bretagne
Le Temple-de-Bretagne – miejscowość i gmina we Francji, w regionie Kraj Loary, w departamencie Loara Atlantycka.
Według danych na rok 2010 gminę zamieszkiwało 1850 osób, a gęstość zaludnienia wynosiła 1156 osób/km².